# Assane Diao
Assane Diao Diaoune (Ndangane, 7 settembre 2005) è un calciatore senegalese con cittadinanza spagnola, attaccante del Como e della nazionale senegalese.

## Caratteristiche tecniche
Originariamente centrocampista, Diao è un'ala forte ed abile nel crossare. Destro di piede, sa giocare anche con il mancino. Ha un'ottima tecnica e una buona conduzione di palla.

## Carriera

### Club

#### Inizi e Betis
Nato in Senegal, ma cresciuto in Spagna, dove la famiglia era emigrata, iniziò a giocare a calcio assieme al fratello gemello Ousseynoub nelle giovanili del Badajoz. In seguito, entrambi passarono a giocare prima al CP Flecha Negra e poi al Balón de Cádiz CF. Nel 2021 si è trasferito nella giovanili del Betis, firmando un contratto fino al 2024. Inizialmente centrocampista, le sue qualità offensive lo hanno portato ad essere impiegato da ala, ruolo in cui è stato impiegato nel Betis B in Segunda Federación nel 2022.
Il 26 luglio 2023 ha esteso il contratto con il club fino al 2027. Ha fatto il suo debutto in prima squadra il 21 settembre 2023 contro il Rangers in UEFA Europa League.

#### Como
Il 7 gennaio 2025 viene reso ufficiale il suo acquisto da parte del Como, club neo-promosso in Serie A per 12 milioni di euro, con cui firma un contratto dalla durata di quattro anni e mezzo. Tre giorni più tardi esordisce in campionato con i lariani nel pareggio esterno per 1-1 contro la Lazio, mentre il 14 gennaio mette a segno il suo primo gol in Serie A, portando momentaneamente in vantaggio il Como nel match casalingo col Milan, poi vinto dagli ospiti per 2-1. Trova il gol con continuità, ed a febbraio segna consecutivamente in tre partite contro Juventus, Fiorentina e Napoli, poi il 19 aprile segna anche la sua prima doppietta in serie A nella vittoria per 3-0 in casa del Lecce.

### Nazionale
Essendo nato in Senegal, ma cresciuto in Spagna, ha entrambe le cittadinanze. Ha, infatti, giocato con la selezione Under-19 della Spagna al campionato europeo 2023 di categoria. Nel luglio del 2024 partecipa all'Europeo Under-19 svolto a Irlanda del Nord vincendolo battendo in finale la Francia segnando il 2-0.
Dopo le esperienze con le giovanili della nazionale spagnola, il 13 marzo 2025 viene convocato per la prima volta nella nazionale maggiore senegalese per delle gare di qualificazione al campionato del mondo 2026. Esordisce nove giorni dopo nel pareggio per 0-0 in casa del Sudan.

## Statistiche

### Presenze e reti nei club
Statistiche aggiornate al 19 aprile 2025.
| Stagione        | Squadra         | Campionato      | Campionato | Campionato | Coppe nazionali | Coppe nazionali | Coppe nazionali | Coppe continentali | Coppe continentali | Coppe continentali | Altre coppe | Altre coppe | Altre coppe | Totale | Totale | Totale |
| Stagione        | Squadra         | Comp            | Pres       | Reti       | Comp            | Pres            | Reti            | Comp               | Pres               | Reti               | Comp        | Pres        | Reti        | Pres   | Reti   |        |
| --------------- | --------------- | --------------- | ---------- | ---------- | --------------- | --------------- | --------------- | ------------------ | ------------------ | ------------------ | ----------- | ----------- | ----------- | ------ | ------ | ------ |
| 2022-2023       | Betis B         | PF              | 20         | 4          |                 | -               | -               | -                  | -                  | -                  | -           | -           | -           | 20     | 4      |        |
| 2023-2024       | Betis B         | PF              | 5          | 2          | -               | -               | -               | -                  | -                  | -                  | -           | -           | -           | 5      | 2      |        |
| Totale Betis B  | Totale Betis B  | Totale Betis B  | 25         | 6          |                 | -               | -               |                    | -                  | -                  |             | -           | -           | 25     | 6      |        |
| 2023-2024       | Betis           | PD              | 18         | 2          | CR              | 3               | 1               | UEL+UECL           | 5+2                | 1+0                | -           | -           | -           | 28     | 4      |        |
| 2024-gen. 2025  | Betis           | PD              | 10         | 1          | CR              | 1               | 1               | UECL               | 6+2                | 0                  | -           | -           | -           | 19     | 2      |        |
| Totale Betis    | Totale Betis    | Totale Betis    | 28         | 3          |                 | 4               | 2               |                    | 15                 | 1                  |             | -           | -           | 47     | 6      |        |
| gen.-giu. 2025  | Como            | A               | 15         | 8          | CI              | -               | -               | -                  | -                  | -                  | -           | -           | -           | 15     | 8      |        |
| Totale carriera | Totale carriera | Totale carriera | 68         | 17         |                 | 4               | 2               |                    | 15                 | 1                  |             | -           | -           | 87     | 20     |        |

### Cronologia presenze e reti in nazionale
| Cronologia completa delle presenze e delle reti in nazionale ― Senegal | Cronologia completa delle presenze e delle reti in nazionale ― Senegal | Cronologia completa delle presenze e delle reti in nazionale ― Senegal | Cronologia completa delle presenze e delle reti in nazionale ― Senegal | Cronologia completa delle presenze e delle reti in nazionale ― Senegal | Cronologia completa delle presenze e delle reti in nazionale ― Senegal | Cronologia completa delle presenze e delle reti in nazionale ― Senegal | Cronologia completa delle presenze e delle reti in nazionale ― Senegal |
| Data                                                                   | Città                                                                  | In casa                                                                | Risultato                                                              | Ospiti                                                                 | Competizione                                                           | Reti                                                                   | Note                                                                   |
| ---------------------------------------------------------------------- | ---------------------------------------------------------------------- | ---------------------------------------------------------------------- | ---------------------------------------------------------------------- | ---------------------------------------------------------------------- | ---------------------------------------------------------------------- | ---------------------------------------------------------------------- | ---------------------------------------------------------------------- |
| 22-3-2025                                                              | Bengasi                                                                | Sudan                                                                  | 0 – 0                                                                  | Senegal                                                                | Qual. Mondiali 2026                                                    | -                                                                      | 79’                                                                    |
| 25-3-2025                                                              | Dakar                                                                  | Senegal                                                                | 2 – 0                                                                  | Togo                                                                   | Qual. Mondiali 2026                                                    | -                                                                      |                                                                        |
| Totale                                                                 |                                                                        | Presenze                                                               | 2                                                                      |                                                                        | Reti                                                                   | 0                                                                      |                                                                        |

| Cronologia completa delle presenze e delle reti in nazionale ― Spagna under 21 | Cronologia completa delle presenze e delle reti in nazionale ― Spagna under 21 | Cronologia completa delle presenze e delle reti in nazionale ― Spagna under 21 | Cronologia completa delle presenze e delle reti in nazionale ― Spagna under 21 | Cronologia completa delle presenze e delle reti in nazionale ― Spagna under 21 | Cronologia completa delle presenze e delle reti in nazionale ― Spagna under 21 | Cronologia completa delle presenze e delle reti in nazionale ― Spagna under 21 | Cronologia completa delle presenze e delle reti in nazionale ― Spagna under 21 |
| Data                                                                           | Città                                                                          | In casa                                                                        | Risultato                                                                      | Ospiti                                                                         | Competizione                                                                   | Reti                                                                           | Note                                                                           |
| ------------------------------------------------------------------------------ | ------------------------------------------------------------------------------ | ------------------------------------------------------------------------------ | ------------------------------------------------------------------------------ | ------------------------------------------------------------------------------ | ------------------------------------------------------------------------------ | ------------------------------------------------------------------------------ | ------------------------------------------------------------------------------ |
| 13-10-2023                                                                     | Tashkent                                                                       | Uzbekistan under 23                                                            | 0 – 0                                                                          | Spagna under 21                                                                | Amichevole                                                                     | -                                                                              | 46’                                                                            |
| 17-10-2023                                                                     | Astana                                                                         | Kazakistan under 21                                                            | 0 – 4                                                                          | Spagna under 21                                                                | Qual. Europeo Under-21 2025                                                    | -                                                                              | 64’                                                                            |
| 17-11-2023                                                                     | Huelva                                                                         | Spagna under 21                                                                | 2 – 0                                                                          | Ungheria under 21                                                              | Qual. Europeo Under-21 2025                                                    | -                                                                              | 62’                                                                            |
| 21-11-2023                                                                     | Heverlee                                                                       | Belgio under 21                                                                | 1 – 1                                                                          | Spagna under 21                                                                | Qual. Europeo Under-21 2025                                                    | -                                                                              | 83’                                                                            |
| Totale                                                                         |                                                                                | Presenze                                                                       | 4                                                                              |                                                                                | Reti                                                                           | 0                                                                              |                                                                                |

| Cronologia completa delle presenze e delle reti in nazionale ― Spagna under 19 | Cronologia completa delle presenze e delle reti in nazionale ― Spagna under 19 | Cronologia completa delle presenze e delle reti in nazionale ― Spagna under 19 | Cronologia completa delle presenze e delle reti in nazionale ― Spagna under 19 | Cronologia completa delle presenze e delle reti in nazionale ― Spagna under 19 | Cronologia completa delle presenze e delle reti in nazionale ― Spagna under 19 | Cronologia completa delle presenze e delle reti in nazionale ― Spagna under 19 | Cronologia completa delle presenze e delle reti in nazionale ― Spagna under 19 |
| Data                                                                           | Città                                                                          | In casa                                                                        | Risultato                                                                      | Ospiti                                                                         | Competizione                                                                   | Reti                                                                           | Note                                                                           |
| ------------------------------------------------------------------------------ | ------------------------------------------------------------------------------ | ------------------------------------------------------------------------------ | ------------------------------------------------------------------------------ | ------------------------------------------------------------------------------ | ------------------------------------------------------------------------------ | ------------------------------------------------------------------------------ | ------------------------------------------------------------------------------ |
| 4-7-2023                                                                       | Ta' Qali                                                                       | Islanda under 19                                                               | 1 – 2                                                                          | Spagna under 19                                                                | Europeo Under-19 2023 - Gironi                                                 | -                                                                              | 72’                                                                            |
| 7-7-2023                                                                       | Gozo                                                                           | Grecia under 19                                                                | 0 – 5                                                                          | Spagna under 19                                                                | Europeo Under-19 2023 - Gironi                                                 | -                                                                              | 67’                                                                            |
| 10-7-2023                                                                      | Attard                                                                         | Spagna under 19                                                                | 0 – 0                                                                          | Norvegia under 19                                                              | Europeo Under-19 2023 - Gironi                                                 | -                                                                              | 76’                                                                            |
| 13-7-2023                                                                      | Attard                                                                         | Spagna under 19                                                                | 2 – 3                                                                          | Italia under 19                                                                | Europeo Under-19 2023 - Semifinale                                             | -                                                                              | 57’                                                                            |
| 20-3-2024                                                                      | Lendava                                                                        | Slovenia under 19                                                              | 1 – 1                                                                          | Spagna under 19                                                                | Qual. Europeo Under-19 2024                                                    | -                                                                              | 72’                                                                            |
| 23-3-2024                                                                      | Gornja Radgona                                                                 | Spagna under 19                                                                | 2 – 1                                                                          | Kosovo under 19                                                                | Qual. Europeo Under-19 2024                                                    | -                                                                              | 65’                                                                            |
| 26-3-2024                                                                      | Gornja Radgona                                                                 | Austria under 19                                                               | 1 – 2                                                                          | Spagna under 19                                                                | Qual. Europeo Under-19 2024                                                    | -                                                                              |                                                                                |
| 16-7-2024                                                                      | Larne                                                                          | Danimarca under 19                                                             | 1 – 2                                                                          | Spagna under 19                                                                | Europeo Under-19 2024 - Gironi                                                 | -                                                                              | 67’                                                                            |
| 22-7-2024                                                                      | Larne                                                                          | Spagna under 19                                                                | 2 – 2                                                                          | Francia under 19                                                               | Europeo Under-19 2024 - Gironi                                                 | -                                                                              | 68’                                                                            |
| 25-7-2024                                                                      | Belfast                                                                        | Italia under 19                                                                | 0 – 1 dts                                                                      | Spagna under 19                                                                | Europeo Under-19 2024 - Semifinale                                             | -                                                                              | 56’                                                                            |
| 28-7-2024                                                                      | Belfast                                                                        | Spagna under 19                                                                | 2 – 0                                                                          | Francia under 19                                                               | Europeo Under-19 2024 - Finale                                                 | -                                                                              | 68’                                                                            |
| Totale                                                                         |                                                                                | Presenze                                                                       | 11                                                                             |                                                                                | Reti                                                                           | 0                                                                              |                                                                                |

| Cronologia completa delle presenze e delle reti in nazionale ― Spagna under 18 | Cronologia completa delle presenze e delle reti in nazionale ― Spagna under 18 | Cronologia completa delle presenze e delle reti in nazionale ― Spagna under 18 | Cronologia completa delle presenze e delle reti in nazionale ― Spagna under 18 | Cronologia completa delle presenze e delle reti in nazionale ― Spagna under 18 | Cronologia completa delle presenze e delle reti in nazionale ― Spagna under 18 | Cronologia completa delle presenze e delle reti in nazionale ― Spagna under 18 | Cronologia completa delle presenze e delle reti in nazionale ― Spagna under 18 |
| Data                                                                           | Città                                                                          | In casa                                                                        | Risultato                                                                      | Ospiti                                                                         | Competizione                                                                   | Reti                                                                           | Note                                                                           |
| ------------------------------------------------------------------------------ | ------------------------------------------------------------------------------ | ------------------------------------------------------------------------------ | ------------------------------------------------------------------------------ | ------------------------------------------------------------------------------ | ------------------------------------------------------------------------------ | ------------------------------------------------------------------------------ | ------------------------------------------------------------------------------ |
| 18-4-2023                                                                      | Solothurn                                                                      | Svizzera under 18                                                              | 0 – 4                                                                          | Spagna under 18                                                                | Amichevole                                                                     | 1                                                                              | 75’                                                                            |
| 20-4-2024                                                                      | Grenchen                                                                       | Svizzera under 18                                                              | 0 – 2                                                                          | Spagna under 18                                                                | Amichevole                                                                     | 1                                                                              | 60’                                                                            |
| Totale                                                                         |                                                                                | Presenze                                                                       | 2                                                                              |                                                                                | Reti                                                                           | 2                                                                              |                                                                                |

## Palmarès

### Nazionale
- Campionato d'Europa Under-19: 1

Irlanda del Nord 2024